# آرمیدگی پیش‌رونده عضلانی
آرامیدگی پیش‌رونده عضلانی (به انگلیسی: (Progressive muscle relaxation (PMR) روشی غیر دارویی برای آرمیدگی عمیق عضلانی است که بر مبنای این فرض بنا شده که تنش عضلانی پاسخ روان‌شناختی بدن به اضطراب و افکار پریشان‌کننده است و آرمیدگی عضلانی اضطراب را مسدود می‌کند. این تکنیک شامل یادگیری مشاهده تنش در گروه‌های ویژه عضلانی که در ابتدا با ایجاد تنیدگی در آن گروه همراه است. تنیدگی پس از آن آرام می‌شود و توجه فرد به تفاوت احساس شده در طول تنش و آرامش معطوف می‌شود.

## تاریخچه
این روش توسط پزشک آمریکایی ادموند جاکوبسن ایجاد شد و برای اولین بار در سال ۱۹۰۸ در دانشگاه هاروارد ارائه شد. در سال ۱۹۲۹ جاکوبسن کتاب آرمیدگی پیش‌رونده که فرایند جزئی برای از بین بردن تنش عضلانی را شامل می‌شد انتشار داد. کار او منجر به استفاده واژه آرامش (relax) به معنی «کاهش دادن تنش، اضطراب و فشار برای آرام شدن» شد.  او به فعالیت در این زمینه در طول زندگی خود ادامه داد و کتاب‌های متعددی به چاپ رساند.